# Cheiridopsis derenbergiana
Cheiridopsis derenbergiana är en isörtsväxtart som beskrevs av Schwant. Cheiridopsis derenbergiana ingår i släktet Cheiridopsis och familjen isörtsväxter. Inga underarter finns listade i Catalogue of Life.